# Argut-Dessous
Argut-Dessous är en kommun i departementet Haute-Garonne i regionen Occitanien i södra Frankrike. Kommunen ligger i kantonen Saint-Béat som tillhör arrondissementet Saint-Gaudens. År 2022 hade Argut-Dessous 22 invånare.

## Befolkningsutveckling
Antalet invånare i kommunen Argut-Dessous
Referens:INSEE